# Хиртієшть
Хиртієшть, Хиртієшті (рум. Hârtiești) — село у повіті Арджеш в Румунії. Адміністративний центр комуни Хиртієшть.
Село розташоване на відстані 109 км на північний захід від Бухареста, 33 км на північний схід від Пітешть, 134 км на північний схід від Крайови, 71 км на південний захід від Брашова.

## Населення
За даними перепису населення 2002 року у селі проживали 985 осіб. Усі жителі села рідною мовою назвали румунську.
Національний склад населення села:
| Національність | Кількість осіб | Відсоток |
| -------------- | -------------- | -------- |
| румуни         | 977            | 99,2%    |
| цигани         | 8              | 0,8%     |